# Тяжёлые крейсера типа «Тренто»
Тяжёлые крейсера типа «Тренто» — тип тяжёлых крейсеров итальянского военно-морского флота времён Второй мировой войны. Всего было построено 2 единицы: «Тренто» (итал. Trento), «Триесте» (итал. Trieste). Оба погибли в ходе военных действий. Первые «вашингтонские» крейсера итальянского флота. Принадлежали к первому поколению тяжёлых крейсеров и отличались слабой защищённостью. Дальнейшим развитием типа «Тренто» в итальянском флоте стал тяжёлый крейсер «Больцано». Кроме того, на базе «Тренто» были разработаны тяжёлые крейсера типа «Альмиранте Браун» для аргентинского флота.

## История создания
К проектированию первых «вашингтонских» крейсеров итальянские кораблестроители приступили в 1923 году. Работы возглавил генерал-полковник Филиппе Бонфлильетти. Перед разработчиками ставилась амбициозная задача — создать крейсера способные выступать в роли главной ударной силы флота. Крейсера разрабатывались в рамках концепции нанесение мощных артиллерийских ударов на максимально возможных скорости и дальности. Предполагалось, что превосходство в скорости и дальности стрельбы позволит кораблям выбирать удобную позицию и диктовать свои условия в бою. Считалось, что в условиях Средиземного моря, отличавшегося хорошей видимостью, будет возможно вести бой на большой дистанции, поэтому броневой защите уделили второстепенное внимание. Тем не менее, в отличие от первых тяжёлых крейсеров Великобритании и Франции тип «Тренто» получил броневой пояс между концевыми башнями. Из-за строительной перегрузки, несмотря на заниженные требования к дальности плавания, крейсера превысили договорной лимит 10 160 тонн.
Заказы на строительство были выданы в 1924 году. «Тренто» строился в Ливорно, а «Триесте» в Триесте. Любопытно, что первое время корабли числились как лёгкие крейсера (incociatory leggeri) и лишь в 1930 году, когда итальянский флот перешёл на международную классификацию, они были переклассифицированны в тяжёлые (incociatory pesanti).

## Конструкция

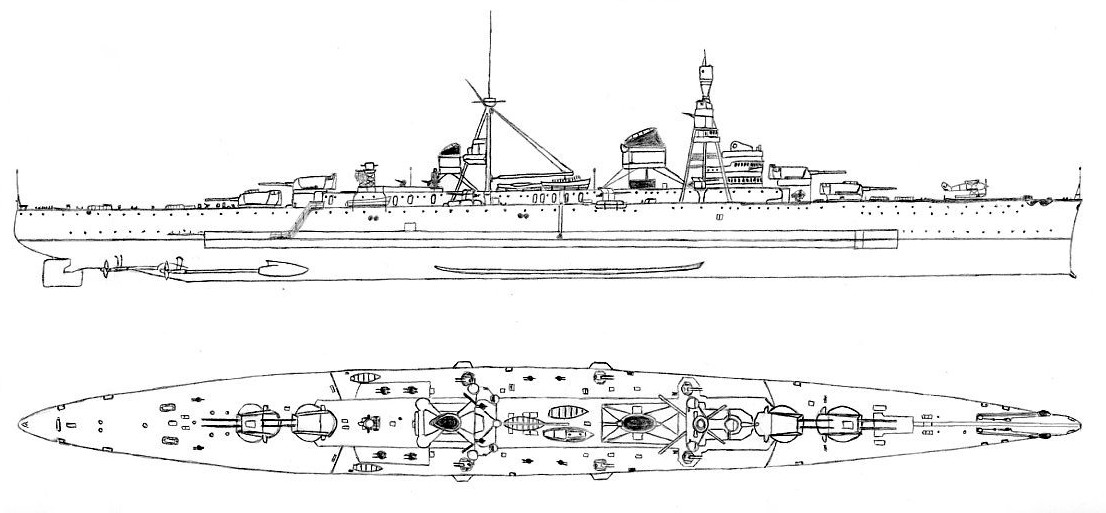
Схема

Гладкопалубный корпус крейсеров делился переборками на 16 водонепроницаемых отсеков. Корпус имел высокий борт по всей длине с плавным подъёмом от кормы к носу. Система набора была смешанной (средняя часть по продольной системе, оконечности — по поперечной).
Нумерация шпангоутов начиналась от центра и шла в обе стороны.
Проектное распределение весов выглядело следующим образом:
|                                                  | Масса, т   | В процентах |
| ------------------------------------------------ | ---------- | ----------- |
| Корпус                                           | 4205,246   | 41,36 %     |
| Арматура корпуса и оборудование                  | 325,1      | 3,20 %      |
| Вспомогательные механизмы и внутреннее убранство | 503,325    | 4,95 %      |
| Броневая защита                                  | 888,33     | 8,74 %      |
| Переменные грузы                                 | 522        | 5,13 %      |
| Вооружение                                       | 1016,97    | 10,0 %      |
| Силовая установка                                | 2292,2     | 22,54 %     |
| Электрооборудование                              | 196,1      | 1,93 %      |
| навигационное оборудование                       | 215,7      | 2,13 %      |
| Стандартное водоизмещение                        | 10 166,135 | 100 %       |

### Энергетическая установка
В состав силовой установки входили двенадцать котлов Ярроу (давление 21 кГ/см²), выработанный ими пар поступал к 4-м турбинам Парсонса с зубчатой передачей.
Мощность каждой турбины составляла 37 500 л. с. Общая мощность главной энергетической установки составила 150 000 л. с. На восьмичасовых испытаниях корабли достигли скорости хода 35,6 узла, первое время в открытом море на учениях мирного времени показывали 35 узлов. Нормальный запас топлива составлял 2120 т, полный — 2252 т, дальность плавания 4160 миль на ходу 16 узлов, 3190 на 26 узлах, 1010 на 35 узлах.
Корабли имели трёхлопастные винты наружного вращения британской фирмы «Manganese Broze and Brass Co.».
Главные энергетические установки в корпусах кораблей размещались следующим образом: в 1-м и во 2-м котельных отделениях находилось по четыре котла, в носовом машинном отделение две турбины, затем шло 3-е котельное отделение (четыре котла), и кормовое машинное отделение (две турбины). Впоследствии подобная компоновка была применена на тяжёлом крейсере USS Wichita (CA-45).
К июню 1940 года силовая установка была сильно изношена и выдавала не более 120 тыс. л. с. Скорость в открытом море составляла около 31 узла.

### Броневая защита
Основной броневой пояс был толщиной 70 мм. Он замыкался траверсными переборками, толщина которых колебалась от 60 до 50 мм. Палуба имела толщину 50 мм.
Барбеты имели толщину 70 мм, коммуникационные трубы над верхней палубой имели толщину 70 мм, под ней 60 мм, боевая рубка защищалась плитами толщиной 100 мм (стены), 40 мм (палуба) и 50 мм (крыша). Башни имели толщину 100 мм.
По расчётам итальянских конструкторов такое бронирование давало зону свободного маневрирования от 152-мм полубронебойных британских снарядов на дистанции от 75 до 120 кбт и от 155-мм снарядов французских лёгких крейсеров на дистанциях от 75 до 130 кбт.

### Вооружение

#### Главный калибр
Главный калибр крейсеров типа «Тренто» состоял из восьми 203-мм орудий длиной в 50 калибров, завода «Ансальдо». Размещались они линейно-возвышенно в четырёх двухорудийных башнях — две в носовой и две в кормовой части.
Их первоначальные основные характеристики составили: вес орудия 20,6 т, вес снаряда 125,3 кг, вес заряда марки С 47 кг, начальная скорость снаряда 905 м/ сек, скорострельность при угле возвышения 15° один выстрел в 18 секунд, при угле возвышения 45° — один выстрел в 40 секунд. Заряжание производилось при фиксированном угле возвышения 15°. Максимальная дальность 31 324 м. Вместимость погребов 1300 снарядов и 2900 зарядов (боекомплект состоял из 162 снарядов на орудие, что в сумме даёт 1296 снарядов). Впоследствии из-за высокого износа ствола массу снаряда снизили до 118,5 кг, начальную скорость до 835 м/сек, дальность при этом уменьшилась до 28 км износ стволов значительно уменьшился.

#### Универсальный калибр
Универсальный калибр состоял из восьми спаренных 100-мм установок образца 1928 года завода «ОТО».
Первые месяцы гражданской войны в Испании показали возросшую угрозу со стороны авиации. На «Тренто» и «Триесте» были демонтированы две кормовые установки 100-мм орудий. Вместо них появились по две спаренные установки 37-мм автоматов фирмы Бреда.

#### Лёгкий зенитный калибр
Первоначально были установлены четыре 40-мм автомата фирмы «Виккерс» и четыре спаренные установки 12,7-мм пулемётов. Система управления огнём отсутствовала, имелись только переносные дальномеры.

#### Торпедное вооружение
Торпедное вооружение состояло из двух четырёхтрубных 533-мм торпедных аппаратов. Торпедные аппараты были неподвижные и находились под верхней палубой. Боезапас состоял из 16 торпед (восемь в аппаратах, восемь запасных).
За время службы крейсера использовали различные типы торпед. С 1938 года основными стали W270/533.4×7.2 «F» завода Уайтхеда в Фиуме и Si270/533.4×7.2 завода «Силуфико Итальяно» в Неаполе (Silurificio Italiano Napoli). Обе торпеды имели длину 7,2 метра и вес боевой части 270 кг. Торпеды проходили со скоростью 48 узлов — 4000 м, со скоростью 38 узлов — 10 000 м.

## Служба
|         | заложен             | спущен               | вступил в строй      | судьба                                                                         |
| ------- | ------------------- | -------------------- | -------------------- | ------------------------------------------------------------------------------ |
| Тренто  | 8 февраля 1925 года | 4 октября 1927 года  | 3 апреля1929 года    | Потоплен 16 июня 1942 года в Ионическом море английской подводной лодкой Umbra |
| Триесте | 22 июня 1925 года   | 24 октября 1926 года | 21 декабря 1928 года | Потоплен 10 апреля 1943 года в Ла-Маддалене американской авиацией              |

### «Тренто»

#### Довоенная служба

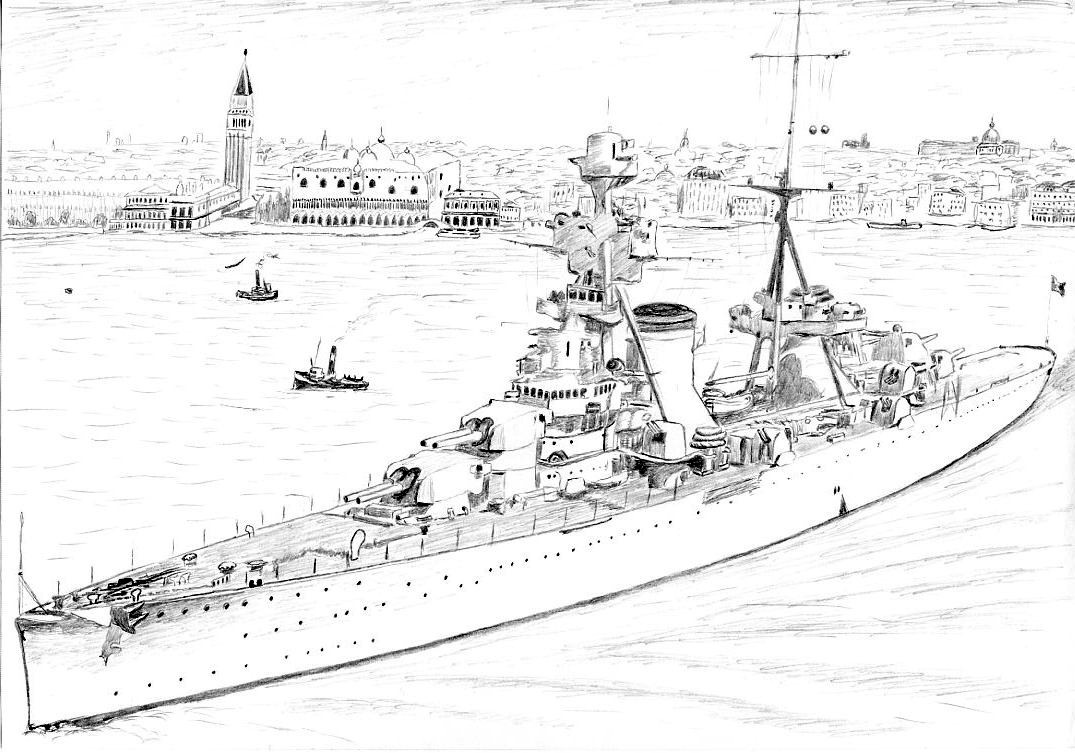
«Тренто» в Венеции.

В своё первое плавание «Тренто» вышел в мае 1929 года, когда «Тренто» и «Триесте» совершили поход по Средиземному морю с заходом в Испанию. Так командование флота демонстрировало миру свои новые крейсера. В дальнейшем «Тренто» стал своеобразной визитной карточкой Реджина Марина, совершив целый ряд дальних плаваний с целью показа флага. В июле—октябре 1929 года крейсер отправился в Южную Америку, посетив при этом порты Португалии, Бразилии, Аргентины, Уругвая, Испании. В сентябре—ноябре 1930 года «Тренто» совершил поход по Восточному Средиземноморью с заходом в Салоники, а также на Родос и Лерос. 4 февраля 1932 года крейсер вместе с эсминцем «Эсперо» отправился на Дальний Восток. По пути корабли посетили Порт-Саид, Аден, Коломбо и Сингапур. 4 марта 1932 года они прибыли в Шанхай и провели около двух месяцев в китайских водах. В апреле—мае 1932 года «Тренто» зашел в Нагасаки, где прошел докование и 14 мая 1932 года итальянские корабли отправились в обратный путь. При этом они посетили Гонконг, Батавию, Коломбо, Порт-Саид и Родос. 30 июня 1932 года «Тренто» прибыл в Специю.
6—7 июля 1932 года крейсер участвовал в морском параде в Неаполе, который принимал Б. Муссолини. 2 декабря 1933 года «Тренто» вместе с «Триесте» и «Больцано» вошёл в состав 2-й дивизии крейсеров Первой эскадры и стал её флагманским кораблём. В июне 1934 года дивизия была переименована в 3-ю дивизию крейсеров. «Тренто» совершил поход на Адриатику в июне 1934 года, посетив албанский порт Дуррес, а также Венецию. В марте 1935 года «Тренто» отправился в плавание по Восточному Средиземноморью, с посещением Родоса и Лероса. Летом 1935 года все тяжёлые крейсера итальянского флота сконцентрировались в Специи, готовясь к возможным операциям против британского флота в преддверии войны с Эфиопией.
В ноябре 1936 года «Тренто» посетил Саламин, а 10—12 марта 1936 года сопровождал крейсер «Пола», на котором Б. Муссолини совершал свой визит в Ливию. 27 ноября 1936 года «Тренто» принял участие в военно-морском параде в Неаполе в честь венгерского регента М. Хорти. В 1936—1939 годах «Тренто» эпизодически действовал у берегов Испании, осуществляя поддержку франкистов в ходе гражданской войны. 5 мая 1938 года принял участие в грандиозном военно-морском параде в Неаполе в честь А. Гитлера. В мае 1939 года «Тренто» совершил свой последний предвоенный поход в Восточное Средиземноморье.

#### Служба во Второй мировой войне

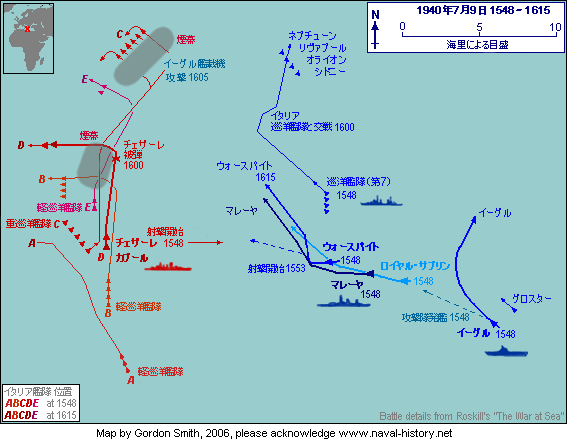
Бой у Калабрии 9 июля 1940 г. Схема.

К моменту вступления Италии во Вторую мировую войну 10 июня 1940 года «Тренто» вместе с «Триесте» и «Больцано» составляли 3-ю дивизию крейсеров Второй эскадры и базировались на Мессину. Командовал соединением контр-адмирал К. Каттанео. Соединению был придан дивизион эсминцев типа «Солдати» из четырёх единиц. До капитуляции Франции крейсера 3-й дивизии успели совершить только один боевой поход 22—23 июня 1940 года и соприкосновения с противником не имели.
9 июля 1940 года «Тренто» в числе других кораблей итальянского флота принял участие в бою у Калабрии, известном в итальянской историографии как бой у Пунто-Стило. В ходе боя «Тренто» сначала успешно уклонился от атаки британских торпедоносцев «Суордфиш», а затем вместе с другими тяжёлыми крейсерами вступил в бой с лёгкими крейсерами англичан, открыв огонь с дистанции около 11 миль. Добиться успеха итальянцам не удалось, а затем они были отогнаны огнём британского линкора «Уорспайт». В дальнейшем «Тренто» уклонился от очередной атаки торпедоносцев и покинул место сражения в составе своей дивизии под прикрытием дымовой завесы, поставленной эсминцами. В целом, по мнению историков, итальянские тяжёлые крейсера действовали в этом бою достаточно пассивно и не добились ни одного попадания, хотя британские лёгкие крейсера достигли трёх попаданий в крейсер «Больцано».
21 октября 1940 года 3-я дивизия перебазировалась в Таранто в связи с ожидавшимся началом войны против Греции. Корабли дивизии находились на стоянках во внутренней гавани базы. В ночь на 11 ноября 1940 года британская палубная авиация совершила налёт на Таранто. Хотя основной удар англичан пришелся по итальянским линкорам, были атакованы и итальянские тяжелые крейсера. «Тренто» получил попадание 250-фунтовой (113,5 кг) полубронебойной бомбой. Бомба попала в район носовой 100-мм установки левого борта, пробила палубу и застряла в конструкциях ниже, но не взорвалась. Уже 12 ноября 1940 года вся 3-я дивизия крейсеров перешла в Мессину.
26 ноября 1940 года главные силы итальянского флота вновь вышли в море для удара по британскому соединению. В их числе была и 3-я эскадра, которой теперь командовал контр-адмирал Л. Сансонетти, и включавшая «Тренто», «Триесте» и «Больцано». Командующий итальянской эскадрой адмирал И. Кампиони полагал, что противник располагает значительно меньшими силами и был намерен разгромить его. К полудню 27 ноября итальянская воздушная разведка установила, что британские силы гораздо сильнее ожидаемых и Кампиони отдал приказ на отход. Однако крейсера 3-й дивизии оказались ближе всех к неприятелю и были вынуждены вступить в бой. Их оппонентами стали пять британских крейсеров — 1 тяжёлый и 4 лёгких. Итальянцы открыли огонь с дистанции около 10 миль и вскоре добились попадания в тяжёлый крейсер «Бервик», на котором вышли из строя кормовые башни. В дальнейшем в бой вступил британский линейный крейсер «Ринаун», но его огонь был неточен. Вскоре итальянским крейсерам удалось оторваться от преследования. За время боя «Тренто» выпустил 92 снаряда главного калибра. Уже после окончания боя крейсера 3-й дивизии, прикрывая поврежденный эсминец «Лянчьери», были атакованы британскими пикирующими бомбардировщиками «Скьюа», но повреждений не получили.

#### Гибель «Тренто»
14 июня 1942 года соединение итальянского флота под командованием адмирала Якино вышло в море для перехвата британского конвоя, шедшего из Александрии на Мальту. В его составе действовала и 3-я дивизия крейсеров, в которую входили «Тренто» и «Гориция» под флагом контр-адмирала А. Парона. Ранним утром 15 июня 1942 года итальянские корабли подверглись серии атак британской авиации. В 05:15 «Тренто» получил попадание торпеды с британского торпедоносца «Бофорт». Попадание пришлось в район носового котельного отделения, которое было затоплено. Вода заливала другие отсеки корабля, начался пожар, крейсер потерял ход. Адмирал Якино отправил на помощь «Тренто» два эсминца, а сам продолжил сближение с противником. После трёх часов борьбы экипажу крейсера удалось взять ситуацию под контроль, потушить пожар и ввести в действие кормовое котельное отделение. В 09:00 эсминец «Пигафетта» начал буксировку корабля. Но в 09:10 британская подводная лодка «Амбра» выпустила по «Тренто» торпеды с дистанции 2 мили. Одна из них попала крейсеру в район носовой возвышенной башни, в результате чего произошла детонация носовых артиллерийских погребов. «Тренто» стал быстро погружаться носом и затонул через пять минут в точке с координатами 35°10' с. ш. и 18°40' в. д.
Было спасено 602 человека из состава экипажа, в том числе 22 офицера. Погибло 549 человек, в том числе 29 офицеров. Среди погибших оказался командир «Тренто» капитан 1-го ранга Станислао Эспозито, посмертно удостоенный «Золотой медали за воинскую доблесть». «Тренто» был официально исключен из списков флота 18 октября 1946 года.

### «Триесте»

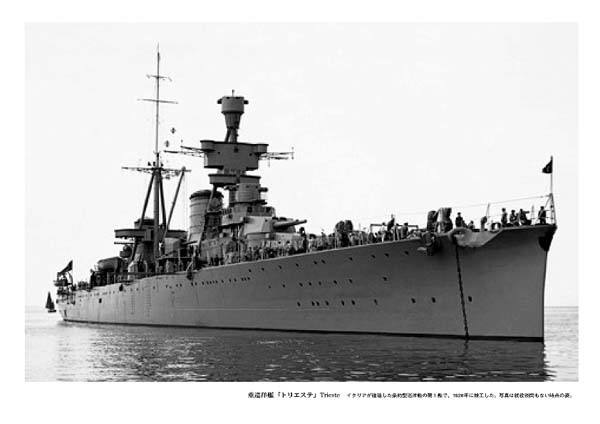
«Триесте»

#### Гибель «Триесте»
В конце 1942 года, с появлением на Средиземноморском театре военных действий американских тяжёлых бомбардировщиков, пребывание итальянских кораблей в прежних базах была признана небезопасной. 10 декабря 1942 года 3-я дивизия крейсеров покинула Мессину и перешла в Ла-Мадаллену — небольшой порт на северо-восточном берегу Сардинии. Тем не менее, новая стоянка была обнаружена американской воздушной разведкой. 10 апреля 1943 года в 13:45 итальянские корабли в Ла-Мадаллене были атакованы соединением из 84 тяжёлых бомбардировщиков B-17. В ходе налёта «Триесте» получил ряд попаданий 1000-фунтовыми (454 кг) авиабомбами. Крейсер получил тяжёлые повреждения, были разрушены надстройки, открылась течь, начался пожар. Двухчасовая борьба за спасение корабля успеха не имела и в 16:13 «Триесте» опрокинулся и затонул на глубине 20 м. Потери экипажа — 30 убитых, 50 раненых. Корабль был официально исключен из списков флота 18 октября 1946 года вместе с систершипом.

## Оценка проекта

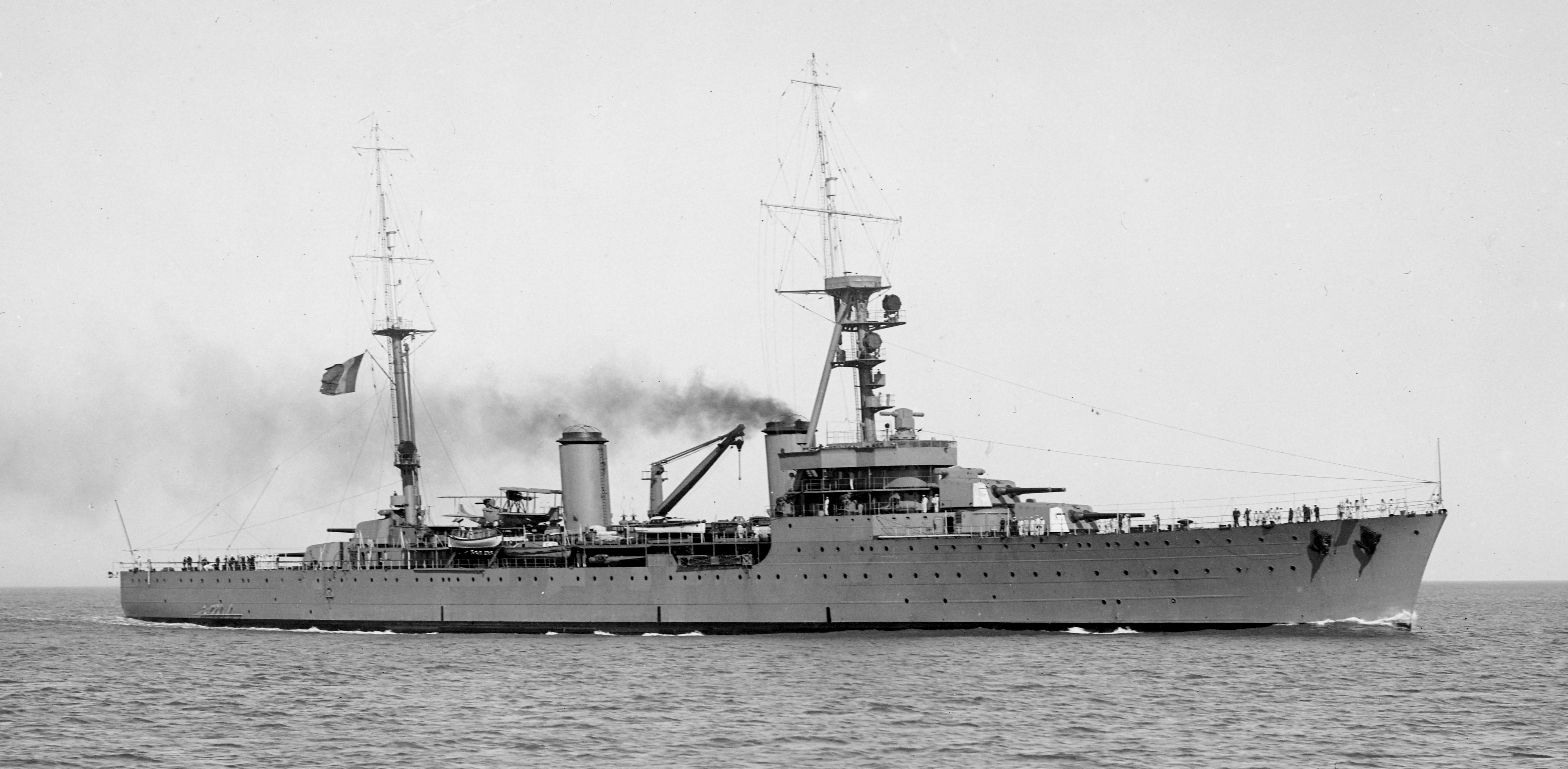
Французский тяжёлый крейсер «Турвиль» типа «Дюкень».

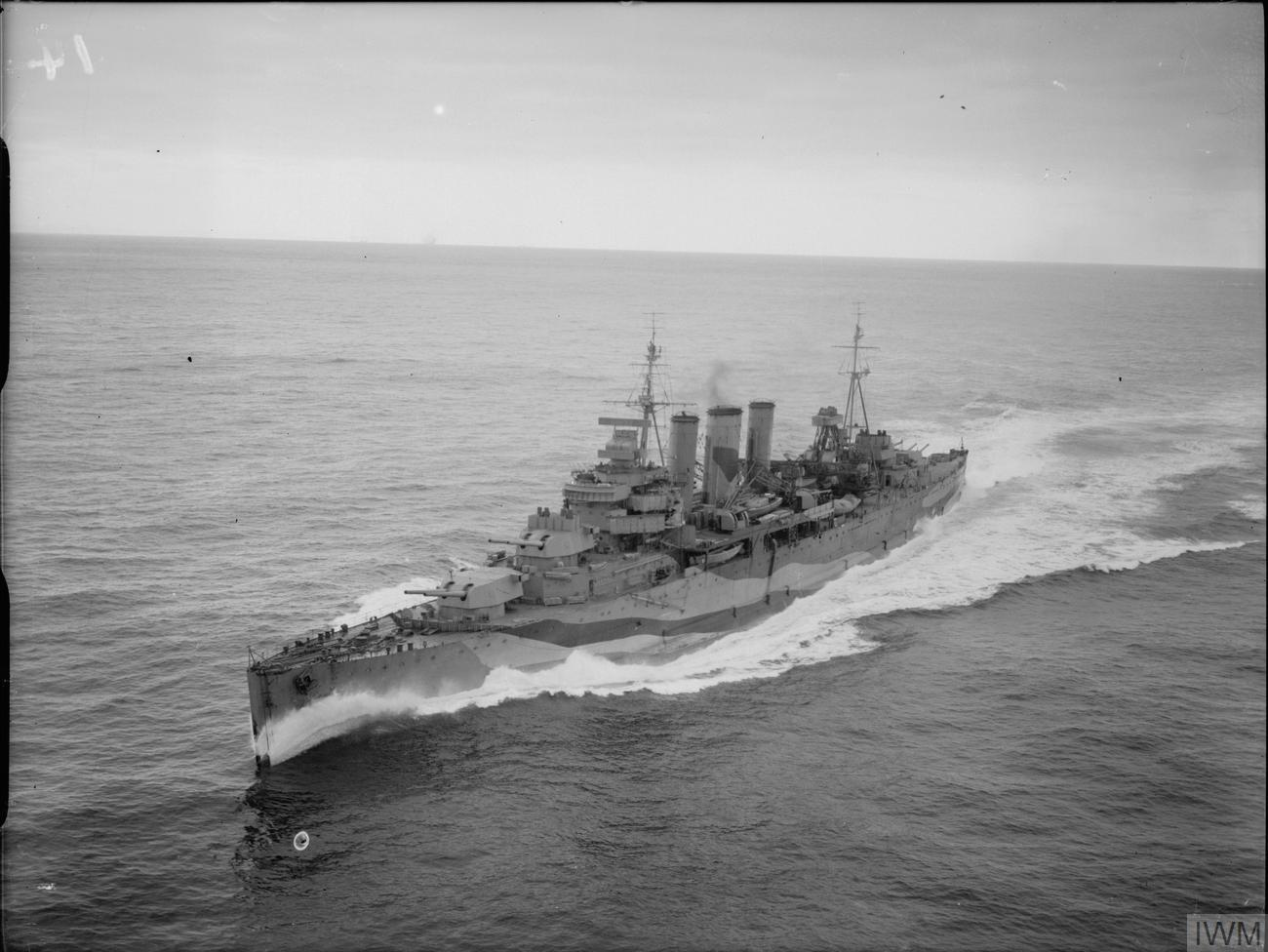
Британский тяжёлый крейсер «Кент».

Корабли типа «Тренто» стали типичными представителями первого поколения «вашингтонских» крейсеров, оказавшимися малоудачными боевыми единицами. В конце 1920-х годов конструкторам было сложно вместить в стандартное водоизмещение 10 000 тонн солидное бронирование, мощную силовую установку и вооружение из 8—9 203-мм пушек. На фоне «картонных» крейсеров вероятных противников тип «Тренто» смотрелся неплохо. Он имел полноценный, хотя и тонкий броневой пояс в пределах цитадели, сравнительно солидные палубу и броню башен. Хотя защита от 203-мм снарядов все равно не обеспечивалась, британский «Кент» и французский «Дюкень» не могли похвастаться даже этим. Для них был опасен даже огонь эсминцев, особенно для практически незащищенных французских крейсеров. Тип «Тренто» уступал своим соперникам в мореходности, а британским крейсерам ещё и в дальности плавания, но итальянские крейсера предназначались для действий в Средиземном море и эти недостатки не выглядели существенными, особенно с учётом исключительно выгодного географического положения Италии.
Вместе с тем, тяжёлые крейсера типа «Тренто» имели целый ряд серьёзных недостатков, которые были незаметны на бумаге, но крайне отрицательно сказались на действиях этих кораблей в годы войны. Прежде всего, не оправдала себя ставка на скорость. Рекорды, поставленные в тепличных условиях, так и остались рекордами. В реальной боевой обстановке крейсера типа «Тренто» могли длительно держать ход не более 30—31 узла, то есть ничуть не больше, чем их формально более тихоходные противники. Корпус, спроектированный в расчете на высокие скорости, оказался слабым и сильно вибрировал.
Вторым существенным недостатком, резко снижавшим эффективность этого типа крейсеров, был их совершенно неудовлетворительный главный калибр. Формально очень мощные 203-мм орудия имели чересчур форсированную баллистику и располагались в одной люльке, слишком близко друг к другу. В сочетании с боеприпасами невысокого качества это предопределило крайне неточную стрельбу крейсеров главным калибром. Выпустив в течение войны массу снарядов все итальянские тяжёлые крейсера добились лишь трёх достоверных попаданий, что можно расценить как совершенно неудовлетворительный результат.
| Сравнительные ТТХ тяжёлых крейсеров первого поколения | Сравнительные ТТХ тяжёлых крейсеров первого поколения | Сравнительные ТТХ тяжёлых крейсеров первого поколения          | Сравнительные ТТХ тяжёлых крейсеров первого поколения | Сравнительные ТТХ тяжёлых крейсеров первого поколения | Сравнительные ТТХ тяжёлых крейсеров первого поколения | Сравнительные ТТХ тяжёлых крейсеров первого поколения |
| Основные элементы                                     | «Тренто»                                              | «Дюкень»                                                       | «Кент»                                                | «Пенсакола»                                           | «Фурутака»                                            | «Мёко»                                                |
| ----------------------------------------------------- | ----------------------------------------------------- | -------------------------------------------------------------- | ----------------------------------------------------- | ----------------------------------------------------- | ----------------------------------------------------- | ----------------------------------------------------- |
| Водоизмещение, стандартное/полное, т                  | 10 334/13 334                                         | 10 160/12 435                                                  | 9750/13 400                                           | 9243/11 697                                           | 8100/9433                                             | 10 980/14 194                                         |
| Энергетическая установка, л. с.                       | 150 000                                               | 120 000                                                        | 80 000                                                | 107 000                                               | 102 000                                               | 130 000                                               |
| Максимальная скорость, узлов                          | 36                                                    | 34                                                             | 31,5                                                  | 32,5                                                  | 34,5                                                  | 35,5                                                  |
| Дальность плавания, миль на скорости, узлов           | 4160 (16)                                             | 5500 (15)                                                      | 13 300 (12)                                           | 10 000 (15)                                           | 7900 (14)                                             | 7000 (14)                                             |
| Артиллерия главного калибра                           | 4×2 — 203-мм                                          | 4×2 — 203-мм                                                   | 4×2 — 203-мм                                          | 2×3 и 2×2 — 203-мм                                    | 6×1 — 200-мм                                          | 5×2 — 200-мм                                          |
| Универсальная артиллерия                              | 8×2 — 100-мм                                          | 8×1 — 75-мм                                                    | 4×1 — 102-мм                                          | 4×1 — 127-мм                                          | 4×1 — 76-мм                                           | 6×1 — 120-мм                                          |
| Лёгкая зенитная артиллерия                            | 4×1 — 40-мм, 4×2 — 13,2-мм                            | 8×1 — 37-мм, 6×2 — 13,2-мм                                     | 4×1 — 40-мм                                           | нет                                                   | 4×1 — 40-мм                                           | нет                                                   |
| Торпедное вооружение                                  | 2×3 — 533-мм ТА                                       | 2×3 — 550-мм ТА                                                | 2×4 — 533-мм ТА                                       | 2×3 — 533-мм ТА                                       | 6×2 — 610-мм ТА                                       | 4×3 — 610-мм ТА                                       |
| Бронирование, мм                                      | Борт — 70, палуба — 50, башни — 80, рубка — 100       | Борт — нет, палуба — нет, погреба — 30, башни — 30, рубка — 30 | Борт — 25, палуба — 35, башни — 25, рубка — нет       | Борт — 63—102, палуба — 45, башни — 63, рубка — 32    | Борт — 76, палуба — 35, башни — 25, рубка — нет       | Борт — 102, палуба — 32-35, башни — 25, ПТП — 58      |
| Экипаж, чел.                                          | 723                                                   | 605                                                            | 685                                                   | 631                                                   | 625                                                   | 764                                                   |